# Embuscade (film, 1999)
Pour plus de détails, voir Fiche technique et Distribution.
Embuscade (en finnois : Rukajärven tie) est un film finlandais réalisé par Olli Saarela et sorti en 1999.

## Synopsis
Un jeune officier guide une patrouille de reconnaissance finlandaise à travers la frontière russe en 1941. Il apprend que sa fiancée, volontaire féminine au service de l'armée, a été enlevée par un groupe de partisans russes.

## Fiche technique
- Titre : Rukajärven tie
- Titres traduits : Ambush, Embuscade
- Réalisateur : Olli Saarela
- Scénario : Olli Saarela, Antti Tuuri
- Production : Ilkka Matila, Jouni Mutanen, Marko Röhr pour Matila Röhr Productions (MRP), SVT Drama, Yleisradio (YLE)
- Durée : 123 min

## Distribution
- Peter Franzén : Lieutenant Eero Perkola
- Irina Björklund : Lotta Kaarina Vainikainen
- Kari Heiskanen : Caporal Jussi Lukkari
- Taisto Reimaluoto : Caporal Unto Saarinen
- Kari Väänänen : Caporal Tauno Snicker
- Tommi Eronen : Soldat Simo Karppinen
- Pekka Heikkinen : Caporal Evert Rönkkö

## Récompenses
- Prix  du Dimanche du Film Anjalankoski 2000, pour Olli Saarela[1]
- Dauphin d'or et Dauphin d'argent du meilleur réalisateur pour Olli Saarela au Festróia (Festival international du film de Tróia) en 2000[1],[2]
- Récompenses Jussis de 2000[1] : 
  - Meilleur film
  - Meilleure réalisation (Paras ohjaus) : Olli Saarela
  - Meilleure Photographie (Paras kuvaus) : Kjell Lagerroos
  - Meilleur montage (Paras leikkaus) : Jukka Nykänen
  - Meilleure musique (Paras musiikki) : Tuomas Kantelinen
  - Meilleur Son (Paras äänisuunnittelu) : Peter Nordström
  - Meilleur décor (Paras lavastus) : Pertti Hilkamo
- Au Festival du cinéma nordique de Rouen en 2000, prix du meilleur acteur pour Peter Franzén[1]